# Jean-Michel Henry
Jean-Michel Henry (Marseille, 14 december 1963) is een Frans voormalig schermer.

## Carrière
Jean-Michel Henry won met het team talrijke medailles op wereldkampioenschappen. In 1983 in Wenen en in 1994 in Athene werd hij wereldkampioen met de ploeg, en hij werd ook tweede in Lyon in 1990, in Essen in 1993 en in Den Haag in 1995. Zijn enige podiumplaats in het individuele onderdeel was brons in 1994. Henry nam vier keer deel aan de Olympische Spelen en won elke keer een medaille. In 1984 in Seoul won hij zilver met het team. 
Vier jaar later eindigde hij in Los Angeles als 18e in de individuele race. Met het team bereikte hij, na overwinningen op Hongarije en de Sovjet-Unie, de finale tegen Duitsland, die Frankrijk met 8-3 won. Naast Henry waren Frédéric Delpla, Olivier Lenglet, Philippe Riboud en Éric Srecki Olympische kampioenen. Op de Olympische Spelen van 1992 in Barcelona behaalde hij de bronzen medaille in het enkelspel na een eindzege op Kaido Kaaberma. 
Hij miste nipt nog een medaille met het team, hij werd vierde. Dit gebeurde in 1996 in Atlanta, toen het Franse team Duitsland versloeg in de bronzen medaille wedstrijd. Henry eindigde de individuele wedstrijd op de zesde plaats.

## Resultaten

### Olympische Zomerspelen
| Jaar | Plaats      | Resultaten           |
| ---- | ----------- | -------------------- |
| 1984 | Los Angeles | degen team           |
| 1988 | Seoel       | 18e degen degen team |
| 1992 | Barcelona   | degen 4e degen team  |
| 1996 | Atlanta     | 6e degen degen team  |

### Wereldkampioenschappen schermen
| Jaar | Plaats   | Resultaten         |
| ---- | -------- | ------------------ |
| 1983 | Wenen    | degen team         |
| 1987 | Lausanne | degen team         |
| 1990 | Lyon     | degen team         |
| 1993 | Essen    | degen team         |
| 1994 | Athene   | degen · degen team |
| 1995 | Den Haag | degen team         |

## Privéleven
Zijn zoon is profvoetballer Thomas Henry.
1908: Alibert, Berger, Collignon, Gravier, Lippmann, Olivier, Stern ·
1912: H. Anspach, P. Anspach, Hennet, Ochs, Salmon, Willems ·
1920: Allocchio, Bozza, Canova, Costantino, Marrazzi, A. Nadi, N. Nadi, Olivier, Thaon di Revel, Urbani ·
1924:  Buchard, Ducret, Gaudin, Labatut, Liottel, Lippmann, Tainturier ·
1928:  Agostoni, Basletta, M. Bertinetti, Cornaggia-Medici, Minoli, Riccardi ·
1932: Buchard, Cattiau, Jourdant, Piot, Schmetz, Tainturier ·
1936: Brusati, Cornaggia-Medici, E. Mangiarotti, Pezzana, Ragno, Riccardi ·
1948: Artigas, Desprets, Guérin, Huet, Lepage, Pécheux ·
1952: Battaglia, F. Bertinetti, Delfino, D. Mangiarotti, E. Mangiarotti, Pavesi ·
1956: Anglesio, F. Bertinetti, Delfino, E. Mangiarotti, Pavesi, Pellegrino ·
1960: Delfino, E. Mangiarotti, Marini, Pavesi, Pellegrino, Saccaro ·
1964: Bárány, Gábor, Kausz, Kulcsár, Nemere ·
1968: Fenyvesi, Kulcsár, Nagy, Nemere, P. Schmitt ·
1972: Erdős, Fenyvesi, Kulcsár, Osztrics, P. Schmitt ·
1976: Edling, Von Essen, Flodström, Högström, Jacobson ·
1980: Boisse, Gardas, Picot, Riboud, Salesse ·
1984: Borrmann, Fischer, Heer, Nickel, Pusch ·
1988: Delpla, Henry, Lenglet, Riboud, Srecki ·
1992: Borrmann, Felisiak, Proske, Resnitstsjenko, A. Schmitt ·
1996: Cuomo, Mazzoni, Randazzo ·
2000: Mazzoni, Milanoli, Randazzo, Rota ·
2004: Boisse, F. Jeannet, J. Jeannet, Obry ·
2008: F. Jeannet, J. Jeannet, Robeiri ·
2016: Borel, Grumier, Jérent, Lucenay ·
2020: Kano, Minobe, Yamada, Uyama ·
2024: Koch, Andrásfi, Siklósi, Nagy